# Tjåmotisjaure
Tjåmotisjaure är en sjö i Jokkmokks kommun i Lappland och ingår i Luleälvens huvudavrinningsområde. Sjön är 26 meter djup, har en yta på 16,3 kvadratkilometer och befinner sig 296 meter över havet. Sjön avvattnas av vattendraget Lilla Luleälven (Tarraätno).

## Delavrinningsområde
Tjåmotisjaure ingår i det delavrinningsområde (742544-161315) som SMHI kallar för Utloppet av Tjåmotisjaure. Medelhöjden är 355 meter över havet och ytan är 79,71 kvadratkilometer. Räknas de 240 avrinningsområdena uppströms in blir den ackumulerade arean 4 366,79 kvadratkilometer. Lilla Luleälven (Tarraätno) som avvattnar avrinningsområdet har biflödesordning 2, vilket innebär att vattnet flödar genom totalt 2 vattendrag innan det når havet efter 255 kilometer. Avrinningsområdet består mestadels av skog (75 procent). Avrinningsområdet har 16,51 kvadratkilometer vattenytor vilket ger det en sjöprocent på 20,7 procent.